# Kōchi

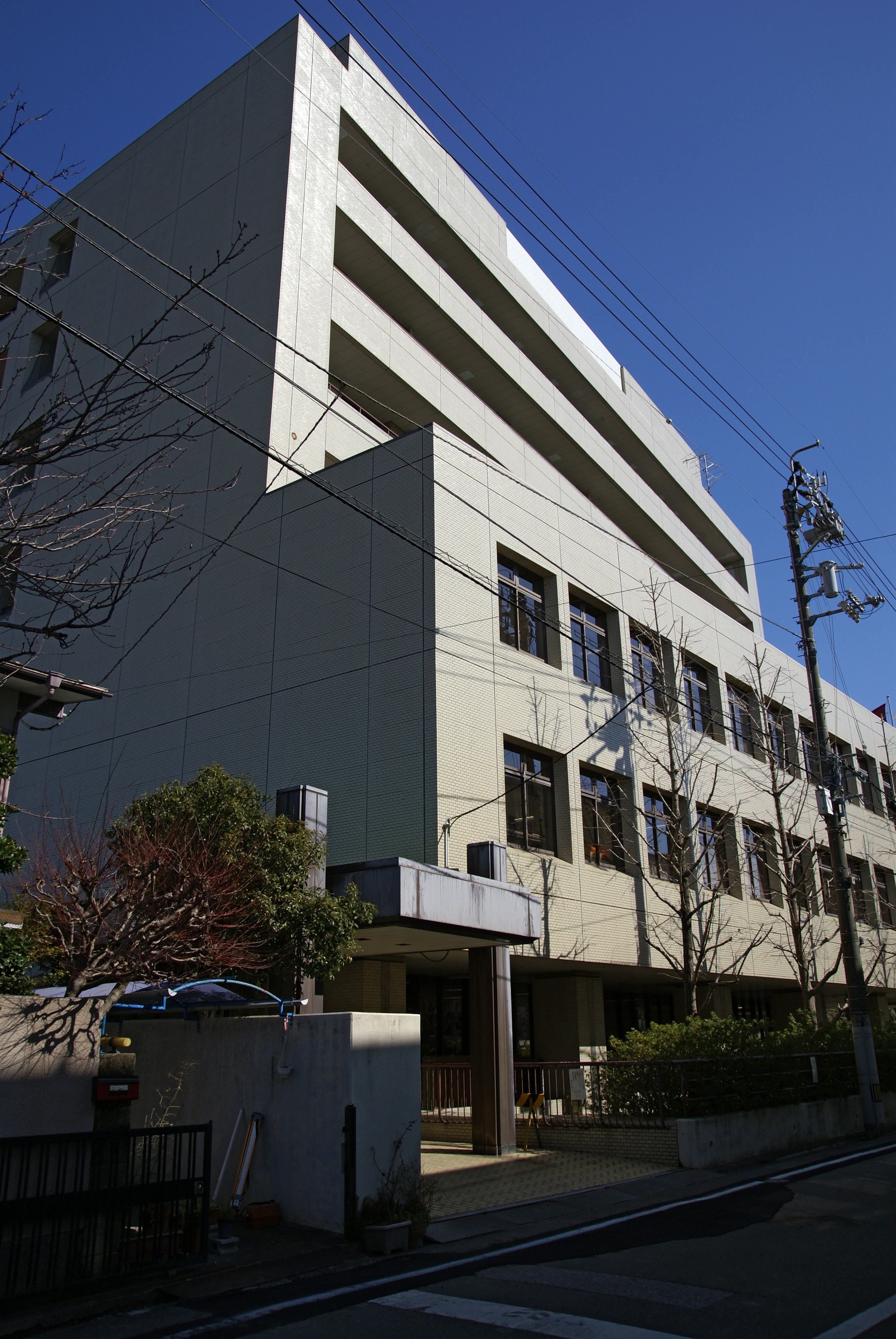
Rathaus von Kōchi

Kōchi (japanisch 高知市, japanisch こうちし Kōchi-shi, englisch Kochi City/City of Kochi/Kochi, Kochi), deutsch veraltet unter anderem Kotschi, ist eine kreisfreie Stadt sowie Hafenstadt und Präfekturhauptstadt von Kōchi in Shikoku. Kōchi liegt an der Mündung des Flusses Kagami zum Pazifischen Ozean an der Urado-Bucht, einer Teilbucht der Tosa-Bucht.

## Geschichte
Kōchi ist eine ehemalige Burgstadt. Die Burg Kōchi ist im Gegensatz zu vielen anderen Burgen Japans keine Replik der Nachkriegszeit, sondern original erhalten.
Zum Stadtbild gehört der Tempel Chikurin-ji (竹林寺). Der Sekkei-ji ist der 33. Tempel auf dem Shikoku-Pilgerweg. Der Tosa-Schrein wurde von Chōsokabe Motochika erbaut.

## Wirtschaft
Kōchi ist das wirtschaftliche, kulturelle und verkehrsmäßige Zentrum der Präfektur. Wirtschaftsfaktoren sind neben der Fischerei (Herstellung von getrocknetem Bonito, einer Makrelenart), die Papier-, Zement- und Seidenindustrie.

## Verkehr
- Straße:
  - Kōchi-Autobahn

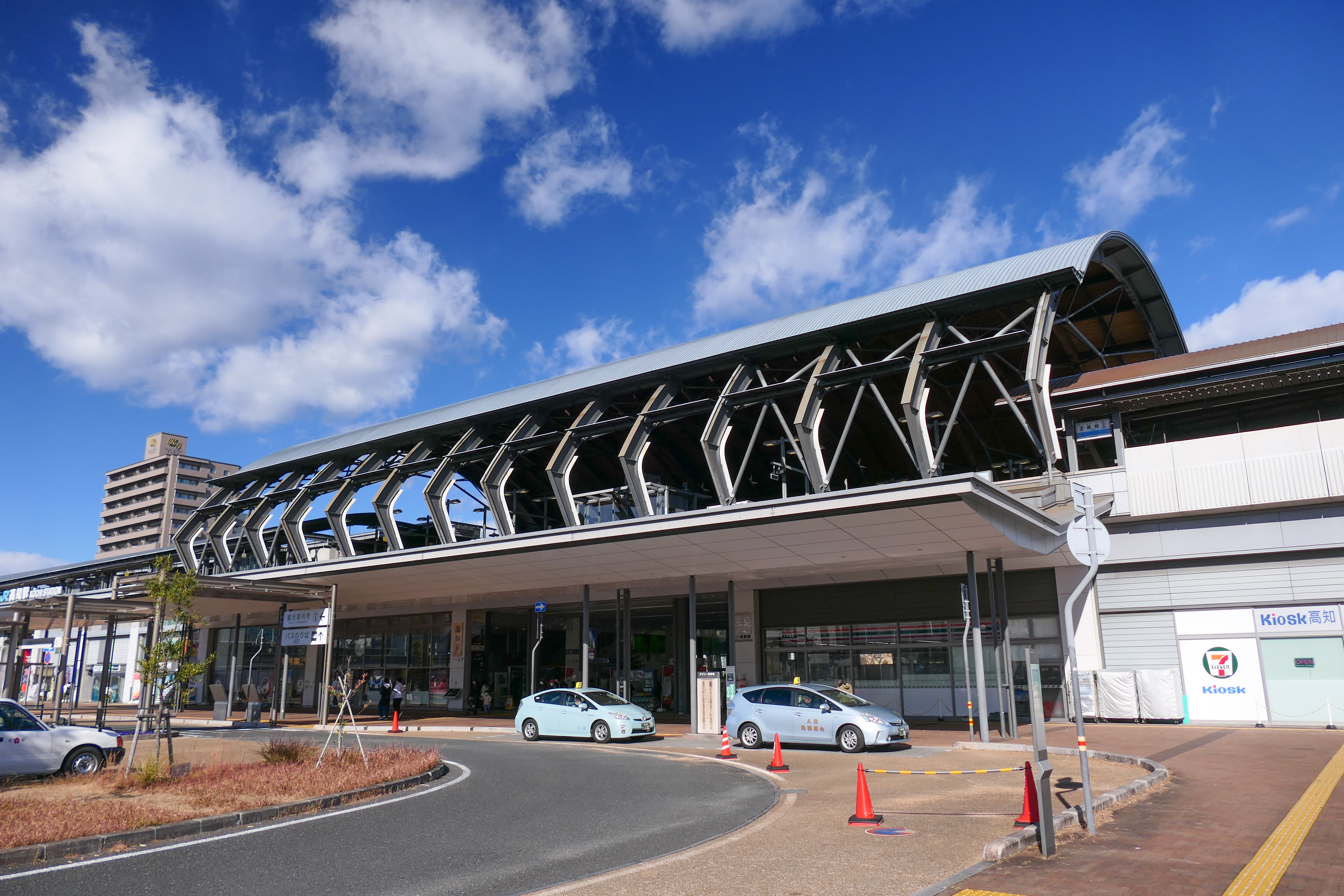
Bahnhof Kōchi

  - Nationalstraßen 32, 33, 55, 56, 194, 195
- Schiene:
  - JR Dosan-Linie
  - Straßenbahn

Es gibt einen Flughafen Kōchi, welcher etwa 15 Kilometer östlich des Stadtzentrums liegt.
Die Urado-Bucht wird kurz vor ihrer Mündung in den Pazifischen Ozean von der Urado-Brücke überquert.

## Söhne und Töchter der Stadt
- Hiro Arikawa (* 1972), Schriftstellerin
- Shimamura Hayao (1858–1923), Seeoffizier der Kaiserlich Japanischen Marine
- Ryōko Hirosue (* 1980), Schauspielerin und Sängerin
- Jōji Hayashi (1889–1960), Politiker
- Baba Kochō (1869–1940), Essayist und Übersetzer
- Tomiko Miyao (1926–2014), Schriftstellerin
- Masanao Ozaki (* 1967), Politiker
- Ryōma Sakamoto (1836–1867), Samurai
- Tsutomu Seki (* 1930), Astronom
- Yamanouchi Toyoshige (1827–1872), Daimyō, der letzte des Hauses Yamanouchi
- Nobuo Uematsu (* 1959), Komponist
- Kentarō Yabuki (* 1980), Mangaka
- Nobunori Yamawaki (1886–1952), Maler
- Nobuyuki Yanagawa (* 1974), Sumōringer
- Shōtarō Yasuoka (1920–2013), Schriftsteller
- Ryūichi Yokoyama (1909–2001), Mangaka und Zeichentrickregisseur
- Yoshida Tōyō (1816–1862), Samurai
- Takechi Zuizan (1829–1865), Schwertkämpfer der Domäne Tosa am Ende der Edo-Zeit

## Angrenzende Städte und Gemeinden
- Nankoku
- Tosa
- Ino
- Tosa

## Städtepartnerschaften
Partnerstädte von Kōchi sind:
- Fresno, Schwesterstadt seit 11. Februar 1965
- Wuhu, Städtefreundschaft seit 19. April 1985
- Kitami, Schwesterstadt seit 28. April 1986
- Surabaya, Schwesterstadt seit 17. April 1997